# Эксплорер 49
Explorer-49 (или Radio Astronomy Explorer-2, RAE-B, русск. Эксплорер-49) — автоматическая межпланетная станция НАСА массой 328 кг, запущенная 10 июня 1973 года для задач радиоастрономии на частотах от 25 кГц to 13.1 МГц. Работала на лунной орбите.

## Сведения о АМС
«Эксплорер-49» был запущен после завершения программы «Аполлон» 10 июня 1972 года в 14:13:00 UTC с мыса Канаверал ракетой Delta 1913 со стартовой площадки LC-17B. Он стал последней американской лунной орбитальной миссией до запуска аппарата «Клементина» в 1994 году. Корпус Эксплорер 49, построенный из алюминия и алюминиевых сот, имел массу 328 кг при запуске и 200 кг на лунной орбите. Аппарат представлял собой усеченный цилиндр диаметром 92 см и высотой около 79 см. Солнечные батареи вырабатывали 25 ватт, буферные батареи никель-кадмиевые. Из научной аппаратуры, аппарат нёс многоканальное радиоприёмное оборудование и антенны: V-образную 229-метровую антенну, направленную от Луны, V-образную 183-метровую антенну, направленную к Луне и 37-метровый диполь, расположенный параллельно лунной поверхности. Нижняя антенна впоследствии была развернута на полную длину в 229 метров.

## Миссия
Миссия Radio Astronomy Explorer B (RAE-B) была второй, ей предшествовала миссия RAE-A «Эксплорер-38». Эксплорер 49 был выведен на лунную орбиту для проведения радиоастрономических измерений планет, Солнца и галактики в диапазоне частот от 25 кГц до 13,1 МГц. Сама Луна не исследовалась. Лунная орбита потребовалась для снижения радиопомех с Земли, с которыми столкнулся первый аппарат (RAE-A). Первоначально была развернута только дипольная антенна длиной 37 м, во время которой космический аппарат работал в режиме стабилизации вращения со скоростью в 4 оборота в минуту с осью вращения в плоскости эклиптики, перпендикулярной линии Аппарат — Солнце. Через три недели дипольные штанги были убраны, космический аппарат переориентирован. Связь была потеряна в августе 1977 года. Орбитальный аппарат, предположительно, упал на Луну через некоторое время после этого события.